# Google Desktop
Google Desktop er en desktop søge-software, der er udarbejdet af Google.
Google Desktop gør det muligt at søge i e-mails, filer, fotos og besøgte websider direkte fra sidebjælken på skrivebordet. Den første version af softwaren blev lanceret i 2008.
Google leverer ikke længere denne software.